# São bento grande
O são bento grande é um ritmo de berimbau utilizado na capoeira (angola), é o terceiro ritmo tocado no berimbau viola, quando o berimbau médio toca o São Bento Pequeno. Momento em que a luta é enfatizada no jogo, exigindo velocidade de reflexos e movimentos mais rápidos.
Na capoeira São Bento empresta o nome a um dos principais toques do berimbau: são bento grande, tocado pelo berimbau viola; são bento pequeno, tocado pelo berimbau médio, e; são bento pequeno invertido, (toque de angola), tocado pelo berimbau gunga.
O são bento pequeno (ou angola invertida) é um toque lento de berimbau utilizado na capoeira para um jogo amistoso e mais técnico (chi chi tin ton). O são bento grande diferencia-se do pequeno por ter no final mais uma batida solta (chi chi tin ton ton), e ser tocado no ritmo acelerado.

## Veja mais
- São Bento Grande de Bimba